# تلخ زبان (سرده)
تلخ زبان (نام علمی: Helminthotheca) نام یک سرده از تیره کاسنیان است.